# 航空隊 (德國國防軍)
航空隊是納粹德國空軍隶属下最大的部队编制单位。

## 歷史
第二次世界大战爆发时，納粹德國空軍已组建有第1至第4航空隊，分别部署于东北、西北、西南、东南四个方位。第2航空隊和第3航空隊参加了不列顛戰役，随着威瑟演習作戰的开展，挪威被德意志国防軍所占領，并在此设立第5航空隊。另外，在東部战線中第1航空隊和第4航空隊对陸軍进行支援。1944年起，为了进行本土防空而组建了帝国航空隊（Luftflotte Reich）。

## 編成
- 第1航空隊（Luftflotte 1）
- 第2航空隊（Luftflotte 2）
- 第3航空隊（Luftflotte 3）
- 第4航空隊（Luftflotte 4）
- 第5航空隊（Luftflotte 5）
- 第6航空隊（Luftflotte 6）
- 第10航空隊（Luftflotte 10）
- 帝國航空隊（Luftflotte Reich）